# エネコム
株式会社エネコム（Enecom Inc.）は、中国電力系列の電気通信事業者（電力系通信事業者）で、システムインテグレーター（ユーザー系）である。中国地方内において、ADSL・FTTH接続サービスを行なっている。

## 概要
本店所在地は広島市中区大手町二丁目11番10号のNHK広島放送センタービル内。
電力会社系のインターネットサービスプロバイダ（ISP）でありながら、元々独立系のISPであったアーバンインターネットのサービスを継承している関係で、中国電力系のFTTH接続サービス「MEGA EGG」（メガ・エッグ）と平行してNTT系のFTTH接続サービス（フレッツ光など）を行っている。
また、ひろしまケーブルテレビ（現・ちゅピCOM）と提携し、同テレビ局のサービス提供地域（広島市、廿日市市、呉市の全域と、府中町、海田町、熊野町、坂町のそれぞれ一部地域）ではMEGA EGGのIP電話サービスを含めた「トリプルサービス」を2010年6月より提供。福山市の一部ではスカパーJSATと提携してMEGA EGGトリプルサービスによるスカパー!プレミアムサービスの番組配信サービス（光PerfecTV!）の提供、府中市・福山市新市町の各一部ではケーブル・ジョイと提携してMEGA EGGトリプルサービスによる番組配信サービスの提供を行っている。
かつてはアステル中国より事業譲渡を受けたアステルブランドのPHSサービスを行っていたが、現在は終了している。

## 沿革
- 1985年 - 情報処理サービスを主体とした中国情報システムサービス（CIS）設立。
- 1992年 - 専用線サービスを主体とした中国通信ネットワーク（CTNet）設立。
- 1993年 - 中国地方大手のマンションデベロッパーである アーバンコーポレイションがISP運営企業であるアーバンエコロジー社（サービス名：アーバンインターネット）を設立。
- 1999年 - CTNetがアーバンエコロジー社を完全子会社化（後にアーバンインターネットに社名変更）。
- 2001年10月1日 - アステル中国がCISにPHS事業を譲渡（アステル中国は同年解散）。
- 2003年7月1日 - CISがCTNetと合併し、株式会社エネルギア・コミュニケーションズに社名改称。
- 2004年5月19日 - アステルPHSの音声サービス新規受付終了。12月9日サービス終了（PHSデータ通信サービスは継続）。
- 2005年 - アーバンインターネットを合併。
- 2005年9月30日 - インターネット接続サービス「CIS インターネット」新規契約受付停止。将来的にサービス終了。
- 2005年11月1日 - オプティキャスト（現:スカパーJSAT）と提携して福山市の一部でMEGA EGGトリプルサービスによるスカパー!の番組配信サービス（光PerfecTV!）の提供を開始。
- 2006年 - 中国データサービス、中国ネットワークサービスを合併。
- 2007年2月28日 - 旧アステル系のインフラを継承したPHSデータ通信サービス（MEGA EGG64）及び無線インターネット(MEGA EGGウェーブ）新規契約受付停止。9月30日、MEGA EGG64のサービスを終了。
- 2007年12月14日 - ケーブル・ジョイと府中市・福山市新市町の各一部でMEGA EGGトリプルサービスによる番組配信サービスの提供に関する業務提携を締結。
- 2008年2月1日 - 本社を広島市中区小町4番33号の中国電力本社内から広島市中区大手町二丁目11番10号のNHK広島放送センタービル内に移転。
- 2008年4月21日 - インターネット接続サービス「HIROSHIMA C-DASインターネット」新規契約受付停止。2009年3月31日をもってサービス終了。
- 2008年5月 - ケーブル・ジョイと提携して府中市・福山市新市町の各一部でMEGA EGGトリプルサービスによる番組配信サービスの提供を開始。
- 2010年1月12日以降 - ひろしまケーブルテレビと提携して広島市、廿日市市の各一部でMEGA EGGトリプルサービスによる番組配信サービスの提供を順次開始[3]。以後サービス提供エリアを広島市、廿日市市、呉市の全域と、府中町、海田町、熊野町、坂町の各一部に拡大。
- 2010年12月1日 - 中国電力から会社分割により、電気事業用光ケーブル関連事業を承継。
- 2023年7月1日 - 株式会社エネコムに変更。